# Louba (ruisseau)
 (mars 2016).
Si vous disposez d'ouvrages ou d'articles de référence ou si vous connaissez des sites web de qualité traitant du thème abordé ici, merci de compléter l'article en donnant les références utiles à sa vérifiabilité et en les liant à la section « Notes et références ».
La Louba (aussi connue sous le nom de Raboru) est un ruisseau de la Région wallonne en Belgique, affluent de la Gileppe en rive gauche, donc sous-affluent de la Meuse par la Vesdre et la Gileppe.

## Parcours
Ce ruisseau naît sous la forme d'une multitude de drains dans la partie occidentale de la Grande Fagne faisant partie des Hautes Fagnes. En se rejoignant, ces drains forment la Louba qui quitte le plateau fagnard et prend la direction du nord par un parcours forestier avant de se jeter en rive gauche de la Gileppe pour former avec cette dernière et d'autres ruisseaux le lac de la Gileppe.